# Isoetes hopei
Isoetes hopei là một loài dương xỉ trong họ Isoetaceae. Loài này được J.R. Croft mô tả khoa học đầu tiên năm 1980.
Danh pháp khoa học của loài này chưa được làm sáng tỏ. 